# Matt Alber
Matt Alber (Wichita, Kansas, 6 de febrer de 1975) és un cantautor i contratenor estatunidenc establert a Califòrnia. Alber és obertament gai i VIH positiu. En una entrevista amb la secció de viatges d'About.com, Alber va declarar: "Sóc molt feliç de tenir una gran quantitat de fans gais. No estic dient que sóc portaveu de la meva gent, però m'agrada cantar a la meva gent. Especialment, als nois homosexuals que estan molt enamorats entre si. Perquè sovint lliguem, ens entenem per les finestres [d'ordinador], i és una mica de fred". Alber té un tatuatge al canell que diu "Squire", que va ser un dels seus sobrenoms.
Alber va néixer a Wichita (Kansas) i es va criar a Saint Louis (Missouri). Va començar a cantar quan era un nen i va estudiar música i cant a la Universitat Estatal Truman de Kirksville (Missouri).
Alber va ser un membre del conjunt vocal masculí Chanticleer i va abandonar el grup a mitjans de la dècada de 2000 per seguir una carrera en solitari. El primer intent d'Alber en solitari va arribar el 2005 amb la publicació del disc Nonchalant amb la discogràfica Little Knight. Algunes cançons de l'àlbum es va tornar a treballar per al seu debut en un segell tres anys més tard. El 2008 Alber va publicar Hide Nothing amb la discogràfica Silver Label, una divisió de Tommy Boy Records. El principal senzill de l'àlbum, "The End of the World", es va fer viral després que el canal Logo TV popularitzés el seu videoclip. Descontent amb l'enfocament de la seva discogràfica, Alber va deixar Tommy Boy el 2010 i des de llavors ha publicat la seva música de manera independent.
El 2011 va publicar Constant Crows, on el cantant experimenta més amb cançons pop i folk. Va seguir amb aquest estil el 2014 amb l'àlbum Wind Sand Stars, que va ser el primer LP que Alber va publicar en vinil. Després del llançament del seu segon àlbum, Alber es va convertir en una icona per a la comunitat dels ossos i va ser model de Meat Magazine el 2013.

## Discografia
- Nonchalant (2005)
- Hide Nothing (2008)
- Constant Crows (2011)
- Wind Sand Stars (2014)
- Matt Alber - Live in San Francisco (2016)

### DVD
- Matt Alber with Strings Attached: The Cello Street Quartet Sessions (2012)